# 科扎茨凯 (罗兹迪利纳区)
47°13′34″N 29°42′20″E / 47.22611°N 29.70556°E
科扎茨凯（烏克蘭語：Козацьке），2024年9月前名为羅西亞尼夫卡（烏克蘭語：Росіянівка），是位於烏克蘭西南部的村莊，由敖德萨州羅茲迪利納區的扎哈里夫卡市鎮負責管轄。該村面積2.87平方公里，海拔高度73米，2001年人口728，人口密度每平方公里253.66人。
2024年9月19日，乌克兰最高拉达将此村的名字改为科扎茨凯。